# Partito Democratico del Lavoro di Lituania
Il Partito Democratico del Lavoro di Lituania (in lituano: Lietuvos Demokratinė Darbo Partija - LDDP) è stato un partito politico lituano di orientamento socialista democratico operativo dal 1990 al 2001.
Erede del Partito Comunista della Lituania, nel 2001 è confluito nel Partito Socialdemocratico di Lituania.

## Storia
Il partito si presenta per la prima volta alle elezioni parlamentari del 1992, attestandosi come la prima forza politica del Paese col 44,0% dei voti e 73 seggi: Bronislovas Lubys, esponente dell'LDPP, viene nominato Primo ministro. Nel marzo 1993 capo del governo diviene Adolfas Šleževičius, a sua volta sostituito, nel febbraio 1996, da Česlovas Juršėnas, entrambi espressione del partito.
Alle elezioni parlamentari del 1996 il Partito Laburista scende al 10,0% dei voti con dodici seggi, fermandosi al terzo posto dopo l'Unione della Patria - Conservatori di Lituania e il Partito dei Democratici Cristiani di Lituania. Il partito passa quindi all'opposizione.
In occasione delle elezioni parlamentari del 2000, i laburisti danno luogo ad una lista comune con il Partito Socialdemocratico di Lituania: l'alleanza, denominata Coalizione Socialdemocratica, consegue il 31,1% dei consensi con 51 seggi e forma un governo con l'Unione dei Liberali di Lituania di Rolandas Paksas, che diventa Primo ministro. 
Nel 2001 LDDP confluisce definitivamente nel Partito Socialdemocratico e Brazauskas ne diviene il leader. Brazauskas, inoltre, subentra a Paksas nella guida del governo e resterà Primo ministro fino al 2006.

## Risultati elettorali
| Elezione          | Voti    | %     | Seggi    |
| ----------------- | ------- | ----- | -------- |
| Parlamentari 1992 | 817.332 | 43,98 | 73 / 141 |
| Parlamentari 1996 | 130.837 | 10,01 | 12 / 141 |
| Parlamentari 2000 | 457.294 | 31,08 | 25 / 141 |
| 1.                |         |       |          |